# 皮灵斯多夫
皮灵斯多夫是奥地利布尔根兰州上普伦多夫县的一个市镇。总面积16.15平方公里，总人口897人，人口密度55.5人/平方公里（2001年）。